# Chão Bruto (1958)
Chão Bruto é um filme brasileiro de 1958 escrito e dirigido por Dionísio Azevedo, baseado na obra homônima de Hernâni Donato.
O próprio Dionísio iria dirigir uma segunda versão dessa adaptação, em 1976.

## Prêmios e indicações
Prêmio Saci (1959)
- Vencedor nas categorias:

Melhor Roteiro: Dionísio Azevedo e Hernâni Donato
Melhor Edição: Lúcio Braun
Prêmio Governador do Estado de São Paulo (1959)
- Vencedor na categoria

Melhor Adaptação
Festival de Curitiba (1959)
- Vencedor nas categorias:

Menção Honrosa: Dionísio Azevedo
Melhor Atriz Secundária: Cacilda Lanuza
Melhor Composição: Guerra Peixe

## Elenco
- David Neto
- Lima Duarte
- Flora Geny... Sinhana
- Cacilda Lanuza... Xaíca
- Barbosa Lessa
- Turíbio Ruiz
- Marly Bueno... Laura
- César Skayer
- Américo Taricano
- Ayrton Ambrósio
- Jorge Azevedo
- Armando Castilho
- Abdala de Aguiar
- Iléa de Oliveira
- Braz Evaristo
- Aldo Ferreira
- Benedito Luiz
- Hugolino Michelazzo
- Francisco Negrão
- José Rodrigues Gonçalves
- Parrazio Pinto
- Alberto Prado
- Roberto Rocha